# Omegna Calcio 1985-1986
Questa voce raccoglie le informazioni riguardanti l'Omegna Calcio nelle competizioni ufficiali della stagione 1985-1986.

## Rosa
| N. |                   | Ruolo | Calciatore          |
| -- | ----------------- | ----- | ------------------- |
|    | Italia (bandiera) | C     | Walter Biffi        |
|    | Italia (bandiera) | A     | Emiliano Boi        |
|    | Italia (bandiera) | C     | Davide Boni         |
|    | Italia (bandiera) |       | Brunetti            |
|    | Italia (bandiera) | C     | Giovanni Calvani    |
|    | Italia (bandiera) | D     | Massimo Capannini   |
|    | Italia (bandiera) | C     | Marco Falsettini    |
|    | Italia (bandiera) | D     | Francesco Federico  |
|    | Italia (bandiera) | C     | Luciano Foti        |
|    | Italia (bandiera) | A     | Salvatore Garritano |
|    | Italia (bandiera) | D     | Daniele Marsan      |
|    | Italia (bandiera) | A     | Marco Molinari      |

| N. |                   | Ruolo | Calciatore       |
| -- | ----------------- | ----- | ---------------- |
|    | Italia (bandiera) | P     | Antonio Pagani   |
|    | Italia (bandiera) | C     | Riccardo Palma   |
|    | Italia (bandiera) | D     | Fabrizio Piazza  |
|    | Italia (bandiera) | P     | David Pozzati    |
|    | Italia (bandiera) | A     | Roberto Rambaudi |
|    | Italia (bandiera) |       | Davide Tabozzi   |
|    | Italia (bandiera) | D     | Alessio Tendi    |
|    | Italia (bandiera) | D     | Fabio Trapani    |
|    | Italia (bandiera) | D     | Roberto Vianello |
|    | Italia (bandiera) |       | Vigianotti       |
|    | Italia (bandiera) | A     | Marco Wefford    |
|    | Italia (bandiera) | A     | Cesare Zappoli   |